# Mettegangsiedlung

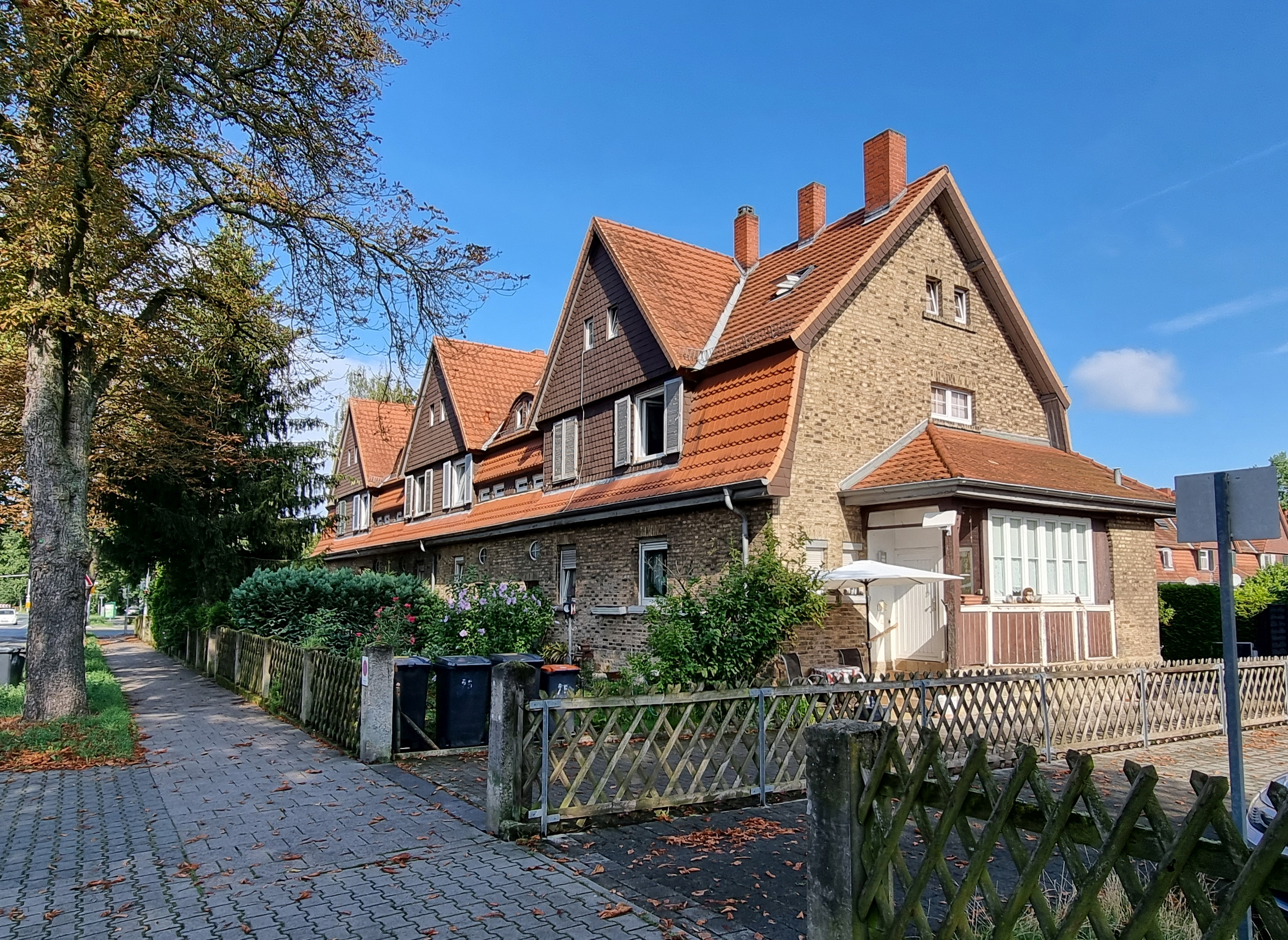
Gesamtanlage Mettegangsiedlung

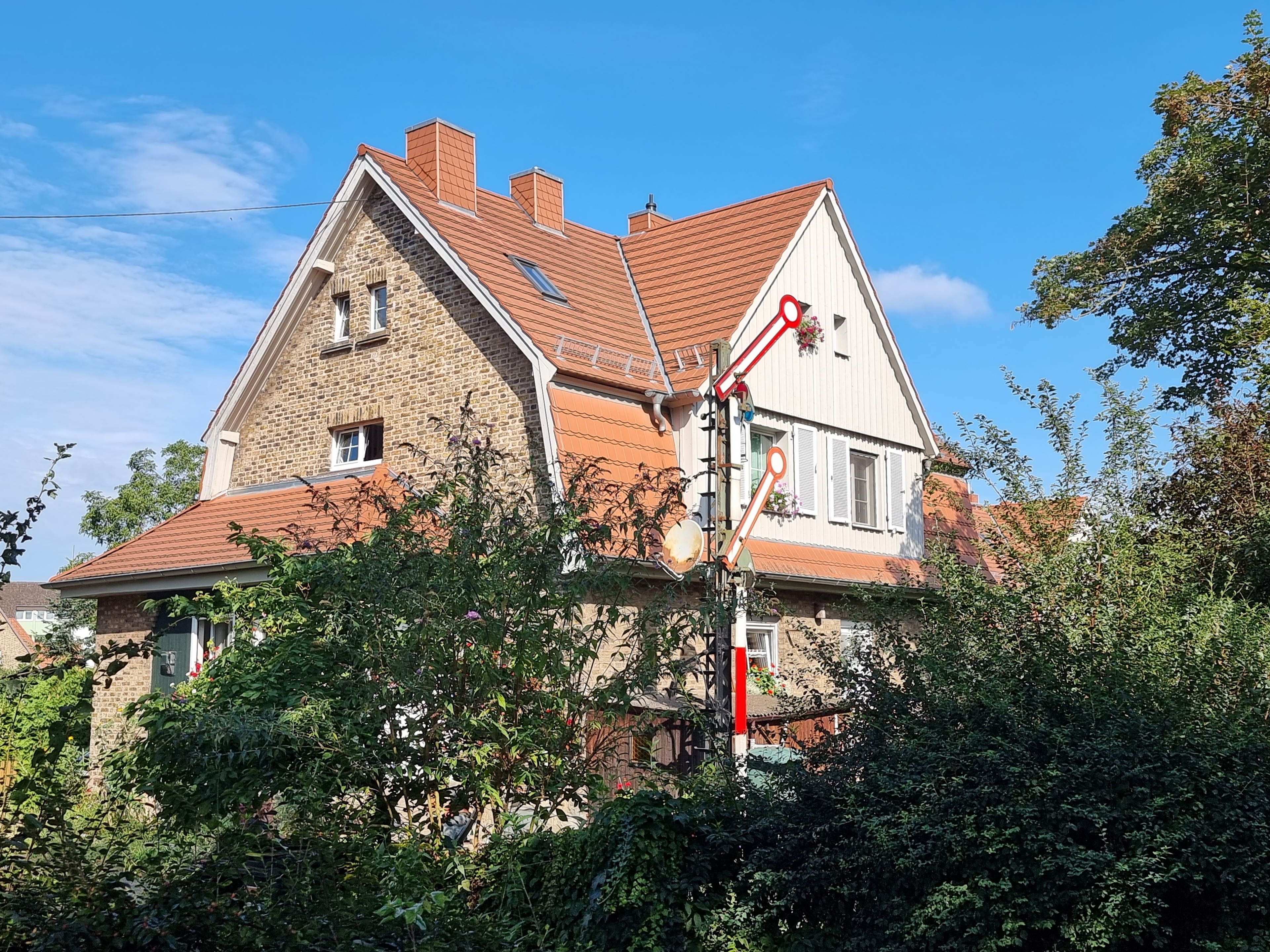

Die Mettegangsiedlung ist eine ehemalige Eisenbahnersiedlung westlich des Darmstädter Hauptbahnhofes. Die als Gesamtanlage denkmalgeschützte Siedlung wurde 1911/12 nach Plänen des Regierungs- und Baurats an der Eisenbahndirektion in Mainz, Friedrich Mettegang (1854–1913), teilweise durch Arbeiter der Preußisch-Hessischen Eisenbahngemeinschaft in Selbsthilfe gebaut.

## Geschichte
Die Preußisch-Hessische Eisenbahngemeinschaft benötigte für ihre Arbeiter, die auf Notfälle wie Entgleisungen oder Brandfälle spezialisiert waren, Wohnungen in der Nähe des 1907 bis 1912 gebauten Hauptbahnhofes, dessen Bauarbeiten und Planungen Mettegang koordinierte. Da die Häuser mit dem Bahnhof über eine Alarmleitung verbunden waren, wurden sie auch als „Alarmwohnungen“ bezeichnet. Gelegen zwischen Dornheimer Weg, Rabenau- und Michaelisstraße, war die Siedlung zunächst nur über einen Feldweg über die Eisenbahnbrücke Dornheimer Weg mit der Stadt verbunden.

## Architektur
Die in heimatlicher Bauweise errichteten Zwei-, Vier- und Sechsfamilienhäuser ergeben durch Materialbeschaffenheit und ähnliche Gebäudetypen ein einheitliches geschlossenes Bild. Typisch sind bräunliche Klinkerfassaden mit steil gewölbten, ursprünglich holzverkleideten Mansarddächern, mit Fledermausgauben. Die ursprüngliche Dachdeckung erfolgte mit Biberschwanzziegeln in Kronendeckung. Die Sockel sind aus Bruchstein. Auffällig ist die Verteilung der Häuser inmitten großzügiger Freiflächen. Zu jedem Haus gehört ein eigener Garten, in dem Gemüse angebaut und Kleinvieh gehalten werden konnte.
Die Siedlung blieb während des Zweiten Weltkrieges unversehrt, wurde jedoch im Zuge von Modernisierungsmaßnahmen überwiegend in den 1980er Jahren ihrer baukünstlerischen Bedeutung beraubt. Seit 1994 wird versucht, die wichtigsten gestalterischen und bautechnischen Mängel wieder zu beseitigen und an den Originalzustand anzugleichen.